# Didon (Seekabel)
Didon ist die Bezeichnung eines Seekabelsystems für den Datenaustausch zwischen Italien und Tunesien, welches durch das Mittelmeer verläuft. Es wurde im Mai 2014 in Betrieb genommen und soll bis mindestens Mai 2039 Telekommunikationsdienste wie Highspeed-Internet und Telefongespräche übertragen können. Es im Besitz von Ooredoo Tunisie und Orange Tunisie, welche gleichzeitig auch die Betreiber sind.
Für den Bau war das französische Unternehmen Alcatel-Lucent verantwortlich. Er war in weniger als einem Jahr abgeschlossen. Das Seekabel stellt mit dem HANNIBAL-System und dem Trapani-Kelibia-Kabel die schnellste Verbindung zwischen Italien und Tunesien her. Mit einem maximalen Datendurchsatz 100 Gigabit pro Sekunde verbessert Didon den Anschluss zu internationalen Netzwerken, nachdem die Nachfrage nach schnellen Internetverbindungen in den Jahren vor dem Bau stark angestiegen war.
Das Kabel besitzt eine Länge von etwa 170 Kilometern und Landungspunkte in:
1. Mazara del Vallo,  Italien
2. Kelibia,  Tunesien[3]